# Pierre-Mathieu Ligier
Pour les articles homonymes, voir Ligier (homonymie).
Pierre-Mathieu Ligier est un acteur français, né le 9 novembre 1796 à Bordeaux où il est mort le 27 septembre 1872,.

## Théâtre

### Carrière à la Comédie-Française
Entrée en 1820
Nommé 249e sociétaire en 1831
Départ en 1851

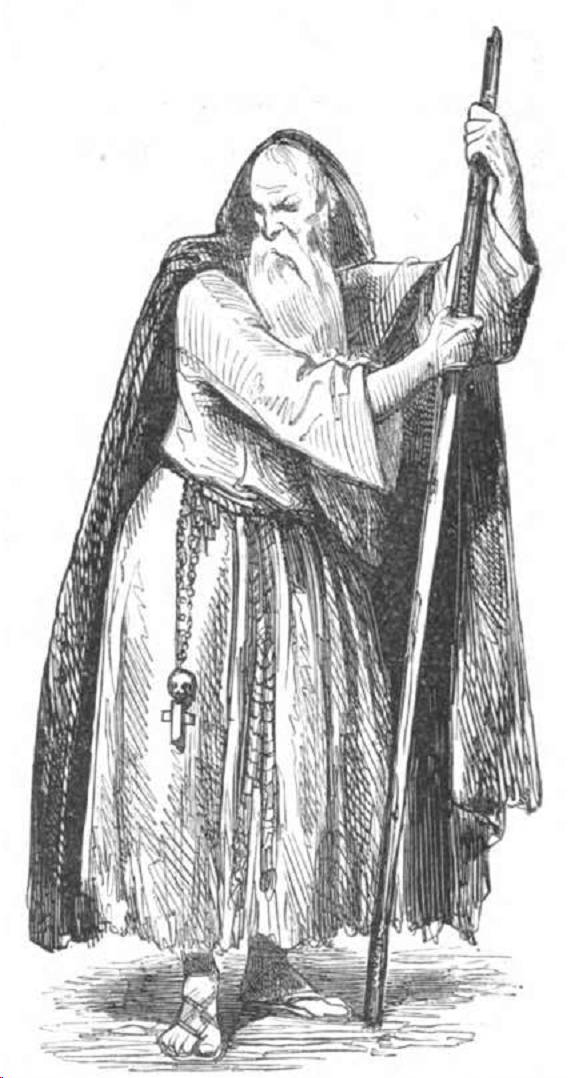
Ligier dans Les Burgraves (rôle de Frédéric Barberousse) en 1843.

- 1820 : Britannicus de Jean Racine : Néron
- 1820 : Andromaque de Jean Racine : Oreste
- 1820 : Jean de Bourgogne de Guilleau de Formont : Saintrailles
- 1820 : Esther de Jean Racine : Assuérus
- 1820 : Iphigénie de Jean Racine : Achille
- 1820 : Le Paresseux de Jean-Étienne-François de Marignié : le garçon de théâtre
- 1820 : Clovis de Jean-Pons-Guillaume Viennet : Clodéric
- 1820 : Athalie de Jean Racine : Abner
- 1821 : Zénobie de Jacques-Corentin Royou : Mucapor
- 1821 : Nicomède de Pierre Corneille : Flaminius
- 1821 : Jeanne d'Albret ou le Berceau d'Henri IV de Théaulon de Lambert, Carmouche et Edmond Rochefort : un officier
- 1821 : Faliero d'Étienne Gosse : Bertram
- 1821 : Sylla d'Étienne de Jouy : Catilina
- 1822 : Regulus de Lucien Arnault : Licinius
- 1822 : Clytemnestre d'Alexandre Soumet : Pylade
- 1827 : Le Proscrit ou les Guelfes et les Gibelins d'Antoine-Vincent Arnault : Uberti
- 1827 : Blanche d'Aquitaine de Hippolyte Bis : Hugues Capet
- 1828 : Le Dernier jour de Tibère de Lucien Arnault : Carpus
- 1828 : Élisabeth de France d'Alexandre Soumet : Philippe II
- 1832 : L'Anniversaire de Jean-Baptiste-Rose-Bonaventure Violet d'Épagny
- 1832 : Louis XI de Casimir Delavigne : Louis XI
- 1832 : Les Rêveries renouvelées des Grecs de Charles-Simon Favart : Oreste
- 1832 : Clotilde de Frédéric Soulié et Adolphe Bossange : Christian
- 1832 : Le roi s'amuse de Victor Hugo : Triboulet
- 1832 : Une fête de Néron d'Alexandre Soumet et Louis Belmontet : Néron
- 1833 : La Fête de Molière de Joseph-Isidore Samson
- 1833 : Les Enfants d'Édouard de Casimir Delavigne : Gloucester
- 1834 : Une aventure sous Charles IX de Frédéric Soulié et Edmond Badon : le duc de Nevers
- 1834 : Lord Byron à Venise de Jacques-François Ancelot : Lord Byron
- 1835 : Don Juan d'Autriche de Casimir Delavigne : Père Arsène
- 1836 : Marino Faliero de Casimir Delavigne : Marino Faliero
- 1836 : Une famille au temps de Luther de Casimir Delavigne : Paolo
- 1836 : Nicomède de Pierre Corneille : Nicomède
- 1837 : Charles VII chez ses grands vassaux d'Alexandre Dumas : le comte de Savoisy
- 1837 : Caligula d'Alexandre Dumas : Caligula
- 1838 : L'Impromptu de Versailles de Molière : un nécessaire
- 1838 : Athalie de Jean Racine : Joad
- 1838 : Maria Padilla de Jacques-François Ancelot : Don Ruy de Padilla
- 1840 : Marie Stuart de Pierre-Antoine Lebrun : Leicester
- 1840 : Tartuffe de Molière : Tartuffe
- 1840 :  La Maréchale d'Ancre d'Alfred de Vigny : Borgia
- 1841 : Le Gladiateur d'Alexandre Soumet et Gabrielle Soumet : Niger
- 1841 : La Fille du Cid de Casimir Delavigne : Fanès
- 1842 : Lorenzino d'Alexandre Dumas : Michele
- 1843 : Les Burgraves de Victor Hugo : Frédéric Barberousse
- 1843 : Ève de Léon Gozlan : Kermare
- 1843 : Tibère de Marie-Joseph Chénier : Tibère
- 1844 : Le Tisserand de Ségovie d'Hippolyte Lucas : Fernand Ramires
- 1845 : Virginie d'Isidore de Latour de Saint-Ybars : Virginius
- 1847 : Dom Juan ou le Festin de pierre de Molière : le mendiant
- 1848 : Le roi attend de George Sand : Sophocle
- 1848 : Britannicus de Jean Racine : Burrhus
- 1849 : Le Testament de César de Jules Lacroix et Alexandre Dumas : Marc-Antoine

### Hors Comédie-Française
- 1829 : Marino Faliero de Casimir Delavigne, théâtre de la Porte-Saint-Martin : Marino Faliero
- 1859 : Les Grands Vassaux de Victor Séjour, théâtre de l'Odéon : Louis XI